# Arthur Wing Pinero
Arthur Wing Pinero (24. května 1855, Londýn, Spojené království – 23. listopadu 1934, Londýn) byl britský dramatik a divadelní herec.

## Život
Zpočátku následoval svého otce portugalského původu Johna Daniela Pinera, židovského právníka, a začal studovat práva. To však přerušil a v roce 1874 zahájil angažmá s R.H. Wyndham's Company v Royal Theatre v Edinburghu. Poté, co se objevil v Liverpoolu, se vrátil do Londýna v roce 1876. Nejprve tam hrál v divadle Globe, ale pak nastoupil do souboru Divadla Lyceum. Krátce nato napsal své první hry. Proslavily jej především jeho komedie.
Jeho romance The Enchanted Cottage byla několikrát zfilmována.

## Dílo (výběr)
- The Squire (1881)
- The Magistrate (1885)
- The Schoolmistress (1886)
- Dandy Dick (1887)
- Sweet Lavender (1888)
- The Second Mrs. Tanqueray (1893)
- The Notorious Mrs. Ebbsmith (1895)
- Trelawny of the Wells (1898)
- The Gay Lord Quex (1899)
- Iris (1901)
- Mid-Channel (1909)
- The Enchanted Cottage (1923)

## Filmové adaptace
- 1917: The Gay Lord Quex, Režie: Maurice Elvey
- 1919: The Gay Lord Quex, Režie: Harry Beaumont
- 1945: Mit den Augen der Liebe (The Enchanted Cottage)
- 1952: The second Mrs. Tanqueray